# Dinomyidae
Dinomyidae là một họ động vật có vú trong bộ Gặm nhấm. Họ này được Peters miêu tả năm 1873.

## Hình ảnh

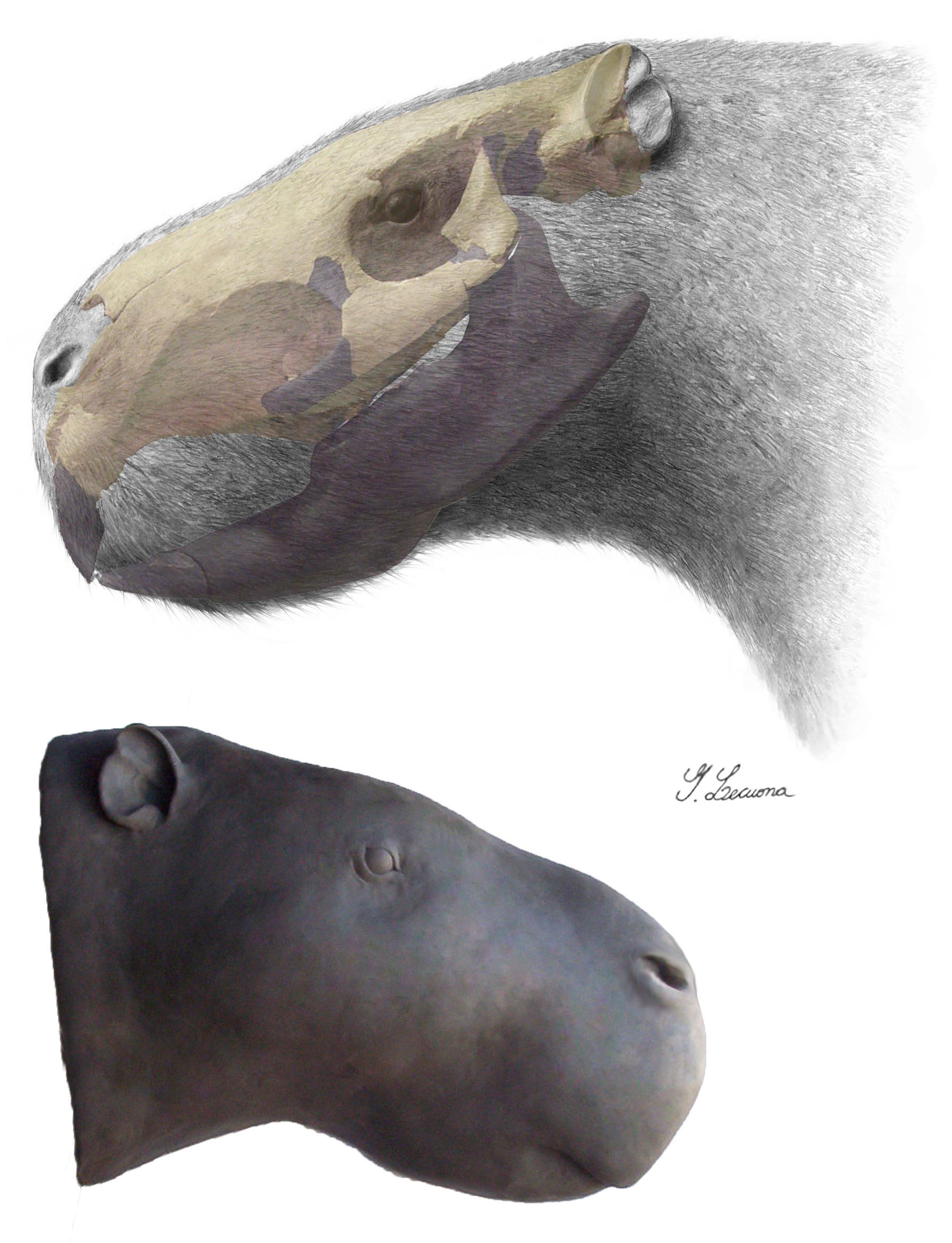
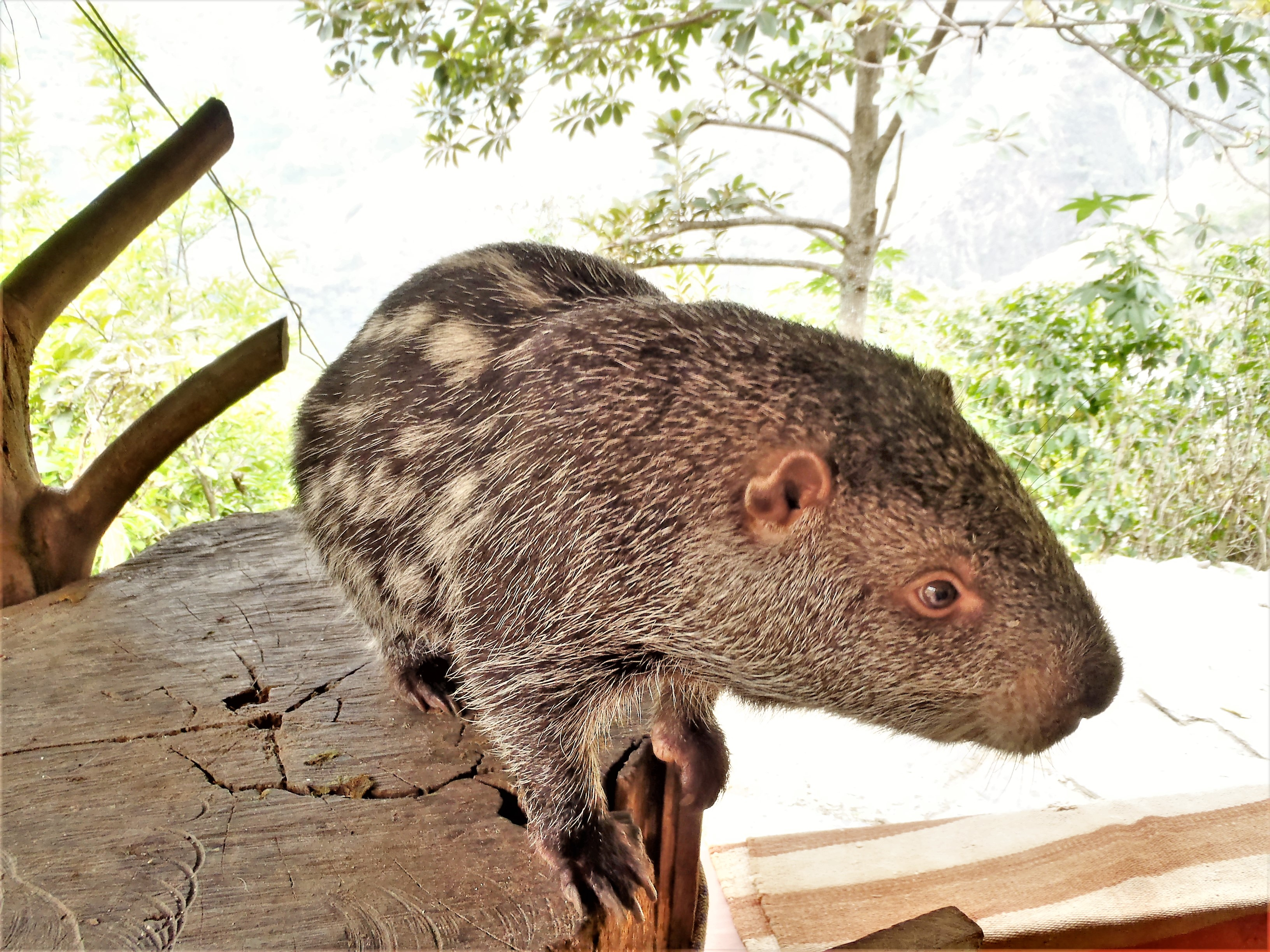

## Phân loại
- Họ Dinomyidae
  - †Pseudodiodomus incertae sedis
  - †Agnomys incertae sedis
  - Phân họ Eumegamyinae
    - †Doellomys
    - †Gyriabrus
    - †Briaromys
    - †Tetrastylus
    - †Phoberomys
    - †Colpostemma
    - †Orthomys
    - †Eumegamys
    - †Pseudosigmomys
    - †Pentastylodon
    - †Eumegamysops
    - †Telicomys
    - †Perumys
    - †Josephoartigasia[2]

  - Phân họ Potamarchinae
    - †Scleromys
    - †Olenopsis
    - †Simplimus
    - †Eusigmomys
    - †Potamarchus

  - Phân họ Dinomyinae
    - Dinomys
    - †Telodontomys